# Championnat de Belgique de football 2015-2016
Navigation
2014-2015 2016-2017
La saison 2015-2016 de la Jupiler Pro League est la 113e saison de la première division belge.
Le premier niveau du championnat oppose les seize meilleurs clubs de Belgique en une série de trente rencontres jouées durant le championnat, puis de cinq à dix matchs durant des play-offs. 
Au terme de la « phase classique » du championnat, les seize équipes sont réparties en deux niveaux de play-offs en fonction de leur classement. Les six premiers sont regroupés dans les « Play-offs 1 » et voient leurs points divisés par deux. Ils se rencontrent à nouveau deux fois (à domicile et en déplacement), le premier au terme de ce mini-championnat remportant le titre de champion de Belgique. Les équipes classées de la septième à la quatorzième place sont divisées en deux groupes de quatre dans les « Play-offs 2 » et leurs points ramenés à zéro. Les équipes s'affrontent deux fois chacune (une fois à domicile et une fois à l'extérieur), les deux vainqueurs de chaque groupe disputant ensuite la finale des « Play-offs 2 ». 
Le quatrième des « Play-offs 1 » (ou le cinquième si le vainqueur de la Coupe de Belgique termine à l'une des quatre premières places) dispute un match de barrages contre le vainqueur des « Play-offs 2 » pour le dernier ticket européen.

## Clubs participants
Légende
- Ligue des champions 2015-2016, phase de groupes
- Ligue des champions 2015-2016, troisième tour de qualification pour non-champions
- Ligue Europa 2015-2016, phase de groupes
- Ligue Europa 2015-2016, troisième tour de qualification
- Ligue Europa 2015-2016, deuxième tour de qualification
- Promu de Proximus League

| Club                                    | Dernière montée | Budget en M€ | Classement 2014-2015 | Entraîneur                                  | Depuis | Stade                          | Capacité théorique |
| --------------------------------------- | --------------- | ------------ | -------------------- | ------------------------------------------- | ------ | ------------------------------ | ------------------ |
| Koninklijke Athletische Associatie Gent | 1989            | 42           | 1er                  | Hein Vanhaezebrouck                         | 2014   | Stade Artevelde                | 20 000             |
| Club Brugge Koninklijke Voetbalclub     | 1959            | 36           | 2e                   | Michel Preud'homme                          | 2013   | Jan Breydelstadion             | 29 042             |
| RSC Anderlecht                          | 1935            | 40           | 3e                   | Besnik Hasi                                 | 2014   | Constant Vanden Stock          | 21 500             |
| Standard de Liège                       | 1921            | 25           | 4e                   | Slavoljub Muslin (28/08/15) Yannick Ferrera | 2015   | Stade Maurice Dufrasne         | 30 023             |
| RSC Charleroi                           | 2012            | 9            | 5e                   | Felice Mazzu                                | 2013   | Stade du Pays de Charleroi     | 17 824             |
| KV Courtrai                             | 2008            | 11           | 6e                   | Johan Walem (08/02/16) Karim Belhocine      | 2015   | Guldensporenstadion            | 9 399              |
| KV Malines                              | 2007            | 8,5          | 9e                   | Aleksandar Janković                         | 2014   | Argosstadion Achter de Kazerne | 13 213             |
| KSC Lokeren                             | 1996            | 9            | 8e                   | Bob Peeters (25/10/15) Georges Leekens      | 2015   | Daknamstadion                  | 12 000             |
| KRC Genk                                | 1996            | 25           | 7e                   | Peter Maes                                  | 2015   | Cristal Arena                  | 25 956             |
| Royal Mouscron-Péruwelz                 | 2014            | 4            | 13e                  | Čedomir Janevski (19/01/16) Glen De Boeck   | 2015   | Le Canonnier                   | 10 571             |
| KV Oostende                             | 2013            | 10,5         | 10e                  | Yves Vanderhaeghe                           | 2015   | Albertparkstadion              | 8 000              |
| KVC Westerlo                            | 2014            | 6            | 11e                  | Harm van Veldhoven (25/11/15) Bob Peeters   | 2015   | Het Kuipje                     | 8 035              |
| SV Zulte-Waregem                        | 2005            | 12           | 12e                  | Francky Dury                                | 2011   | Regenboogstadion               | 11 020             |
| Waasland-Beveren                        | 2012            | 8,5          | 14e                  | Stijn Vreven                                | 2015   | Freethiel                      | 8 190              |
| Saint-Trond VV                          | 2015            | 6            | 1er (D2)             | Yannick Ferrera (07/09/15) Chris O'Loughlin | 2013   | Stayen                         | 14 600             |
| OH Louvain                              | 2015            | 9            | 5e (D2)              | Jacky Mathijssen (24/11/15) Emilio Ferrera  | 2014   | Den Dreef                      | 9 493              |

### Localisations
| \| Anderlecht Genk FC Bruges La Gantoise Lokeren Standard Malines Mouscron-Pér. Courtrai Z-Waregem Ostende Charleroi Waasland-Bev. Westerlo OH Leuven St-Truiden \| Localisation des clubs engagés en Division 1 2015-2016 |
| Anderlecht Genk FC Bruges La Gantoise Lokeren Standard Malines Mouscron-Pér. Courtrai Z-Waregem Ostende Charleroi Waasland-Bev. Westerlo OH Leuven St-Truiden                                                              |

## Phase classique du championnat

### Classement
Le classement est calculé avec le barème de points suivant : une victoire vaut trois points, le match nul un, la défaite ne rapporte aucun point. À la fin de cette phase classique, le leader est assuré d’être en Europe avec le 4e meilleur ticket possible sur 5.
 
Critères de départage en cas d'égalité de points :
1. Plus grand nombre de victoires
2. Plus grande « différence de buts générale »
3. Plus grand nombre de buts marqués
4. Plus grand nombre de buts marqués en déplacement

| Rang | Équipe             | Pts | J  | G  | N  | P  | Bp | Bc | Diff |
| ---- | ------------------ | --- | -- | -- | -- | -- | -- | -- | ---- |
| 1    | FC Bruges          | 64  | 30 | 21 | 1  | 8  | 64 | 30 | +34  |
| 2    | La Gantoise T S    | 60  | 30 | 17 | 9  | 4  | 56 | 29 | +27  |
| 3    | RSC Anderlecht     | 55  | 30 | 15 | 10 | 5  | 51 | 29 | +22  |
| 4    | KV Ostende         | 49  | 30 | 14 | 7  | 9  | 55 | 44 | +11  |
| 5    | Racing Genk        | 48  | 30 | 14 | 6  | 10 | 42 | 30 | +12  |
| 6    | Zulte Waregem      | 43  | 30 | 12 | 7  | 11 | 51 | 50 | +1   |
| 7    | Standard de LiègeC | 41  | 30 | 12 | 5  | 13 | 41 | 51 | -10  |
| 8    | Charleroi SC       | 39  | 30 | 10 | 9  | 11 | 36 | 39 | -3   |
| 9    | KV Courtrai        | 39  | 30 | 10 | 9  | 11 | 31 | 35 | -4   |
| 10   | FC Malines         | 37  | 30 | 10 | 7  | 13 | 48 | 50 | -2   |
| 11   | SC Lokeren         | 34  | 30 | 8  | 10 | 12 | 35 | 40 | -5   |
| 12   | Waasland-Beveren   | 33  | 30 | 9  | 6  | 15 | 40 | 57 | -17  |
| 13   | Saint-Trond VV P   | 30  | 30 | 8  | 6  | 16 | 28 | 47 | -19  |
| 14   | Mouscron-Péruwelz  | 30  | 30 | 7  | 9  | 14 | 39 | 51 | -12  |
| 15   | Westerlo           | 30  | 30 | 7  | 9  | 14 | 35 | 59 | -24  |
| 16   | OH Louvain P       | 29  | 30 | 7  | 8  | 15 | 42 | 53 | -11  |

Légende
- Qualifiés pour les play-offs 1
- Qualifiés pour les play-offs 2
- Relégué en Proximus League

Abréviations
T : Tenant du titre

C : Vainqueur de la Coupe de Belgique 2015-2016

S : Vainqueur de la Supercoupe de Belgique 2015

P : Promus de Division 2 depuis la saison précédente

### Résultat des rencontres
| Résultats (▼dom., ►ext.)                                   | AAG | CLU | AND | STA | CHA | KVK | KVM | LOK | RCG | RMP | KVO | WES | ZWA | WBE | STR | OHL |
| La Gantoise                                                |     | 4-1 | 2-0 | 4-1 | 1-3 | 3-0 | 2-2 | 3-1 | 1-0 | 2-0 | 2-2 | 5-0 | 2-2 | 2-1 | 1-0 | 1-1 |
| FC Bruges                                                  | 1-0 |     | 1-4 | 7-1 | 2-1 | 2-1 | 3-0 | 2-1 | 1-0 | 3-0 | 1-0 | 6-0 | 3-0 | 5-1 | 3-0 | 2-0 |
| RSC Anderlecht                                             | 1-1 | 3-1 |     | 3-3 | 2-1 | 3-0 | 1-1 | 1-0 | 0-0 | 2-0 | 1-1 | 2-1 | 3-0 | 3-2 | 1-0 | 3-2 |
| Standard de Liège                                          | 0-3 | 2-0 | 1-0 |     | 3-0 | 1-1 | 2-1 | 0-1 | 2-1 | 3-0 | 1-2 | 1-2 | 2-1 | 1-0 | 1-2 | 2-2 |
| Charleroi SC                                               | 1-1 | 0-0 | 1-1 | 2-3 |     | 1-1 | 3-2 | 1-2 | 1-0 | 2-1 | 1-1 | 0-0 | 3-0 | 2-3 | 0-0 | 2-1 |
| KV Courtrai                                                | 0-0 | 1-4 | 1-1 | 2-1 | 2-0 |     | 1-0 | 0-0 | 1-0 | 1-3 | 2-1 | 1-1 | 1-0 | 3-1 | 3-0 | 0-0 |
| FC Malines                                                 | 2-0 | 1-4 | 2-2 | 4-0 | 0-1 | 0-2 |     | 1-1 | 1-1 | 3-1 | 2-1 | 2-2 | 3-4 | 2-0 | 3-0 | 2-1 |
| SC Lokeren                                                 | 1-2 | 0-1 | 1-1 | 0-2 | 2-2 | 3-1 | 2-0 |     | 0-0 | 1-2 | 0-1 | 2-1 | 1-1 | 1-2 | 1-1 | 1-2 |
| Racing Genk                                                | 0-1 | 3-2 | 0-0 | 3-1 | 2-0 | 1-0 | 3-1 | 0-2 |     | 0-4 | 4-1 | 2-1 | 2-1 | 6-1 | 3-0 | 3-1 |
| Mouscron-Péruwelz                                          | 1-2 | 2-1 | 2-1 | 1-1 | 0-1 | 0-1 | 2-3 | 1-1 | 0-1 |     | 2-2 | 2-2 | 2-2 | 0-1 | 0-2 | 3-1 |
| KV Ostende                                                 | 5-2 | 0-2 | 3-1 | 4-1 | 2-1 | 1-0 | 3-1 | 2-0 | 3-2 | 3-3 |     | 2-1 | 0-2 | 3-3 | 1-2 | 3-0 |
| Westerlo                                                   | 1-1 | 0-2 | 0-3 | 2-0 | 2-1 | 1-1 | 3-2 | 1-2 | 0-0 | 2-2 | 0-1 |     | 1-2 | 1-0 | 0-3 | 3-2 |
| Zulte Waregem                                              | 1-1 | 2-0 | 0-4 | 2-3 | 2-3 | 2-2 | 2-3 | 3-1 | 0-0 | 3-0 | 1-0 | 4-2 |     | 2-1 | 4-0 | 2-2 |
| Waasland-Beveren                                           | 1-3 | 1-2 | 1-0 | 0-0 | 0-1 | 2-1 | 0-0 | 2-3 | 0-1 | 3-3 | 1-5 | 2-2 | 2-1 |     | 2-1 | 2-2 |
| Saint-Trond VV                                             | 0-2 | 2-1 | 1-2 | 1-0 | 1-1 | 2-1 | 0-3 | 1-1 | 3-1 | 0-1 | 1-1 | 1-2 | 1-2 | 1-3 |     | 2-2 |
| OH Louvain                                                 | 0-2 | 0-1 | 0-2 | 0-2 | 2-0 | 1-0 | 3-1 | 3-3 | 1-3 | 1-1 | 4-1 | 5-1 | 2-3 | 0-2 | 1-0 |     |
| - Victoire à domicile - Match nul - Victoire à l'extérieur |     |     |     |     |     |     |     |     |     |     |     |     |     |     |     |     |

## Play-Offs 1
Ce groupe oppose les six premiers du classement à l'issue du championnat. Chaque club reçoit la moitié de ses points, arrondie à l'unité supérieure. Ensuite, à la suite de changements à partir de cette saison, les critères pour départager deux équipes à égalité de points sont : 
- l'arrondi supérieur ou inférieur (une équipe ayant bénéficié du "demi-point" d'arrondi le "perd" en cas d'égalité)
- le classement en phase classique

### Classement
| Rang | Équipe          | Pts | J  | G | N | P | Bp | Bc | Diff |  | Résultats (▼ dom., ► ext.) | BRU | AND | GAN | GEN | OST | ZWA |
| ---- | --------------- | --- | -- | - | - | - | -- | -- | ---- |  | -------------------------- | --- | --- | --- | --- | --- | --- |
| 1    | FC Bruges       | 54  | 10 | 7 | 1 | 2 | 25 | 9  | +16  |  | FC Bruges                  |     | 4-0 | 2-0 | 3-1 | 2-2 | 5-0 |
| 2    | RSC Anderlecht  | 47* | 10 | 6 | 1 | 3 | 15 | 16 | -1   |  | RSC Anderlecht             | 1-0 |     | 2-0 | 1-0 | 2-1 | 2-0 |
| 3    | La Gantoise T S | 42  | 10 | 3 | 3 | 4 | 10 | 15 | -5   |  | La Gantoise T S            | 1-4 | 1-1 |     | 0-0 | 2-0 | 1-1 |
| 4    | Racing Genk     | 40  | 10 | 5 | 1 | 4 | 20 | 13 | +7   |  | Racing Genk                | 4-2 | 5-2 | 1-2 |     | 4-0 | 2-0 |
| 5    | KV Ostende      | 36* | 10 | 3 | 2 | 5 | 14 | 19 | -5   |  | KV Ostende                 | 0-1 | 4-2 | 0-1 | 2-1 |     | 3-3 |
| 6    | Zulte Waregem   | 27* | 10 | 1 | 2 | 7 | 11 | 23 | -12  |  | Zulte Waregem              | 0-2 | 1-2 | 4-2 | 1-2 | 1-2 |     |

* Équipe ayant bénéficié du demi-point d'arrondi supérieur
Légende
- Ligue des champions 2016-2017, phase de groupes
- Ligue des champions 2016-2017, troisième tour de qualification pour non-champions
- Ligue Europa 2016-2017, troisième tour de qualification
- Barrage pour la Ligue Europa contre le vainqueur des play-offs 2

Abréviations
T : Tenant du titre

S : Vainqueur de la Supercoupe de Belgique 2015

### Déroulement
Durant la première journée des Play-Offs, La Gantoise concède le match nul 1-1 à domicile face à Zulte Waregem lors du match d'ouverture, le Club de Bruges s'impose difficilement 0-1 sur le terrain d'Ostende grâce à un but contre son camp de Bruno Godeau après avoir joué à dix contre onze pendant plus de 60 minutes et Anderlecht parvient à émerger 1-0 contre le KRC Genk au terme d'une partie pauvre en occasion, le déclic viendra d'un centre de Dennis Praet mal négocié par Marco Bizot qui pousse le ballon au fond de ses propres filets. Au terme de cette journée peu prolifique, Bruges s'isole en tête avec 4 points d'avance sur Gand et Anderlecht, ses plus proches poursuivants.

#### Évolution du classement
| Club/Journée | 1 | 2 | 3 | 4 | 5 | 6 | 7 | 8 | 9 | 10 |
| ------------ | - | - | - | - | - | - | - | - | - | -- |
| CLB          | 1 | 1 | 1 | 1 | 1 | 1 | 1 | 1 | 1 | 1  |
| AAG          | 2 | 3 | 3 | 3 | 2 | 3 | 3 | 3 | 3 | 3  |
| RSCA         | 3 | 2 | 2 | 2 | 3 | 2 | 2 | 2 | 2 | 2  |
| KVO          | 4 | 5 | 5 | 5 | 5 | 5 | 5 | 5 | 5 | 5  |
| RCG          | 5 | 4 | 4 | 4 | 4 | 4 | 4 | 4 | 4 | 4  |
| Z-W          | 6 | 6 | 6 | 6 | 6 | 6 | 6 | 6 | 6 | 6  |

## Play-Offs 2
Les play-offs 2 opposent les clubs classés de la 7e à la 14e place à la fin de la saison régulière (le club qui occupe la 15e place n'y participe pas, alors que le 16e est relégué en Division 2). Le vainqueur des play-offs 2 affronte dans un test-match le dernier club pouvant recevoir une place en Ligue Europa : le 4e des play-offs 1 . 
Légende
- Qualifié pour la finale des Play-Offs 2
- Qualification pour la Ligue Europa

Règles de départage : points, victoires, différence de buts, buts marqués, buts marqués à l'extérieur, victoires à l'extérieur, match de barrage.
Abréviations
C : Vainqueur de la Coupe de Belgique 2015-2016

P : Promus de Division 2 depuis la saison précédente

### Groupe A

#### Classement
| Rang | Équipe              | Pts | J | G | N | P | Bp | Bc | Diff |  | Résultats (▼ dom., ► ext.) | COU | STA | MOU | WBE |
| ---- | ------------------- | --- | - | - | - | - | -- | -- | ---- |  | -------------------------- | --- | --- | --- | --- |
| 1    | KV Courtrai         | 14  | 6 | 4 | 2 | 0 | 13 | 5  | +8   |  | KV Courtrai                |     | 1-0 | 0-0 | 5-0 |
| 2    | Standard de Liège C | 10  | 6 | 3 | 1 | 2 | 8  | 5  | +3   |  | Standard de Liège C        | 1-1 |     | 4-1 | 2-0 |
| 3    | Mouscron-Péruwelz   | 5   | 6 | 1 | 2 | 3 | 5  | 8  | -3   |  | Mouscron-Péruwelz          | 2-3 | 2-0 |     | 0-0 |
| 4    | Waasland-Beveren    | 4   | 6 | 1 | 1 | 4 | 3  | 11 | -8   |  | Waasland-Beveren           | 2-3 | 0-1 | 1-0 |     |

#### Déroulement

##### Évolution du classement
| Club/Journée | 1 | 2 | 3 | 4 | 5 | 6 |
| ------------ | - | - | - | - | - | - |
| STA          | 1 | 1 | 3 | 2 | 2 | 2 |
| KVC          | 2 | 2 | 2 | 1 | 1 | 1 |
| RMP          | 3 | 3 | 1 | 3 | 3 | 3 |
| W-B          | 4 | 4 | 4 | 4 | 4 | 4 |

### Groupe B

#### Classement
| Rang | Équipe           | Pts | J | G | N | P | Bp | Bc | Diff |  | Résultats (▼ dom., ► ext.) | CHA | LOK | MAL | STR |
| ---- | ---------------- | --- | - | - | - | - | -- | -- | ---- |  | -------------------------- | --- | --- | --- | --- |
| 1    | Charleroi SC     | 11  | 6 | 3 | 2 | 1 | 13 | 6  | +7   |  | Charleroi SC               |     | 2-2 | 4-0 | 1-1 |
| 2    | SC Lokeren       | 11  | 6 | 3 | 2 | 1 | 12 | 7  | +5   |  | SC Lokeren                 | 1-0 |     | 5-1 | 1-0 |
| 3    | FC Malines       | 7   | 6 | 2 | 1 | 3 | 7  | 14 | -7   |  | FC Malines                 | 2-3 | 2-1 |     | 1-1 |
| 4    | Saint-Trond VV P | 3   | 6 | 0 | 3 | 3 | 4  | 9  | -5   |  | Saint-Trond VV P           | 0-3 | 2-2 | 0-1 |     |

#### Déroulement

##### Évolution du classement
| Club/Journée | 1 | 2 | 3 | 4 | 5 | 6 |
| ------------ | - | - | - | - | - | - |
| FCM          | 1 | 1 | 1 | 3 | 3 | 3 |
| SCL          | 2 | 2 | 2 | 2 | 2 | 2 |
| CSC          | 3 | 3 | 3 | 1 | 1 | 1 |
| STVV         | 4 | 4 | 4 | 4 | 4 | 4 |

### Finale des Play-offs 2
Ces rencontres opposent les deux vainqueurs de groupe.
| 13 mai | Charleroi SC | 1 - 0 | KV Courtrai |  |  |
|        |              |       |             |  |  |

| 21 mai | KV Courtrai | 1 - 2 | Charleroi SC |  |  |
|        |             |       |              |  |  |

### Barrage pour la Ligue Europa
Ces rencontres opposent le vainqueur des Play-Offs 2 à l'équipe classée quatrième des Play-Offs 1.
| 26 mai | Charleroi SC | 2 - 0 | Racing Genk |  |  |
|        |              |       |             |  |  |

| 29 mai | Racing Genk | 5 - 1 | Charleroi SC |  |  |
|        |             |       |              |  |  |

## Statistiques

### Meilleurs buteurs
Le classement des meilleurs buteurs comptabilise uniquement les buts inscrits durant la phase classique et les plays-off. Les buts marqués durant les matchs de barrage ne sont pas pris en compte.
Les critères du classement sont, par ordre d'importance : le nombre de buts marqués, le nombre de buts marqués à l'extérieur, le nombre de minutes de jeu, le nombre de passes décisives et enfin le nombre de buts marqués sans compter les pénalties.
| Rang | Nom             | Équipe             | Buts (ext.) | Minutes jouées |
| ---- | --------------- | ------------------ | ----------- | -------------- |
| 1er  | Jérémy Perbet   | Sporting Charleroi | 22 (11)     | 2632           |
| 2e   | Mbaye Leye      | SV Zulte Waregem   | 20 (5)      | 3367           |
| 3e   | Sofiane Hanni   | KV Malines         | 17 (5)      | 2812           |
| 4e   | Abdoulaye Diaby | Club Bruges KV     | 16 (2)      | 2043           |
| 5e   | Stefano Okaka   | RSC Anderlecht     | 15 (7)      | 2625           |

### Meilleurs passeurs
| Rang | Nom              | Équipe            | Passes | Minutes jouées |
| ---- | ---------------- | ----------------- | ------ | -------------- |
| 1er  | Onür Kaya        | SV Zulte Waregem  | 15     | 3066           |
| 2e   | Matthieu Dossevi | Standard de Liège | 11     | 2165           |
| 3e   | Thibault Moulin  | Waasland-Beveren  | 10     | 2791           |
| 4e   | Franck Berrier   | KV Ostende        | 9      | 2182           |
| 5e   | Leon Bailey      | KRC Genk          | 9      | 2511           |

## Bilan de la saison
| Championnat de Belgique de football 2015-2016 |                                           |
| Champion                                      | FC Bruges (14e titre)                     |
| Dauphin                                       | RSC Anderlecht                            |
| Coupes et trophées                            |                                           |
| Vainqueur de la Coupe de Belgique 2015-2016   | Standard de Liège                         |
| Vainqueur de la Supercoupe de Belgique 2015   | KAA La Gantoise                           |
| Qualifications continentales                  |                                           |
| Ligue des champions de l'UEFA 2016-2017       | FC Bruges (Phase de groupes)              |
| Ligue des champions de l'UEFA 2016-2017       | RSC Anderlecht (3e tour de qualification) |
| Ligue Europa 2016-2017                        | Standard de Liège (Phase de groupes)      |
| Ligue Europa 2016-2017                        | La Gantoise (3e tour de qualification)    |
| Ligue Europa 2016-2017                        | Racing Genk (2e tour de qualification)    |
| Promotions et relégations                     |                                           |
| Promus en Jupiler Pro League (D1)             | KAS Eupen                                 |
| Relégués en Proximus League (D2)              | OH Louvain                                |